# Songs in the Key of Springfield
Albums
The Simpsons Sing the Blues The Yellow Album
(1998)
Songs in the Key of Springfield est un album de bande-son extrait des Simpson compilant plusieurs morceaux musicaux de la série. L'album sort aux États-Unis le 18 mars 1997 et au Royaume-Uni en juin 1997. Il s'agit du deuxième album en collaboration avec la série des Simpson, cependant l'album précédent, The Simpsons Sing the Blues, contient des musiques originales. Il est suivi par The Yellow Album, un deuxième album de musiques originales.

## Titres
| No  | Titre | Durée |
| --- | --- | ----- |
| 1.  | The Simpson Theme (par Danny Elfman)                                                                                                 |       |
| 2.  | We Do (de l'épisode Homer le grand)                                                                                                  |       |
| 3.  | Dancin' Homer (de l'épisode Le Dieu du stade)                                                                                        |       |
| 4.  | Homer & Apu (de l'épisode Le Blues d'Apu)                                                                                            |       |
| 5.  | Round Springfield (de l'épisode Salut l'artiste)                                                                                     |       |
| 6.  | Oh, Streetcar! (de l'épisode Un tramway nommé Marge)                                                                                 |       |
| 7.  | Jingle Bells (par James Pierpont, de l'épisode L'Enfer du jeu)                                                                       |       |
| 8.  | $pringfield (de l'épisode L'Enfer du jeu)                                                                                            |       |
| 9.  | Itchy & Scratchy Main Title Theme (par Robert Israel et Sam Simon, de l'épisode Tous à la manif)                                     |       |
| 10. | Itchy & Scratchy End Credits Theme (de l'épisode Le Roi du dessin animé)                                                             |       |
| 11. | The Day the Violence Died (de l’épisode Le Jour où la violence s'est éteinte)                                                        |       |
| 12. | Señor Burns (par Tito Puente et son ensemble de jazz, de l'épisode Qui a tiré sur M. Burns ?)                                        |       |
| 13. | The Simpsons End Credits Theme (Afro-Cuba Version) (par Tito Puente et son ensemble de jazz, de l'épisode Qui a tiré sur M. Burns ?) |       |
| 14. | Your Wife Don't Understand You (de l'épisode Colonel Homer)                                                                          |       |
| 15. | Kamp Krusty (par Jimmy Kennedy et Michael Carr, de l'épisode Les Jolies Colonies de vacances)                                        |       |
| 16. | The Simpsons End Credits Theme (Australian Version) (de l'épisode Bart contre l'Australie)                                           |       |
| 17. | The Simpsons End Credits Theme (Hill Street Blues Version) (de l'épisode La Springfield connection)                                  |       |
| 18. | The Simpsons End Credits Theme (It's a Mad, Mad, Mad World Version) (de l'épisode Erreur sur la ville)                               |       |
| 19. | Treehouse of Horror V (de l'épisode Simpson Horror Show V)                                                                           |       |
| 20. | Honey Roasted Peanuts (de l'épisode Scout un jour, scout toujours)                                                                   |       |
| 21. | Boy Scoutz N the Hood (de l'épisode Scout un jour, scout toujours)                                                                   |       |
| 22. | Two Dozen and One Greyhounds (de l'épisode Une portée qui rapporte)                                                                  |       |
| 23. | Eye on Springfield Theme (de l'épisode Moe n'en loupe pas une)                                                                       |       |
| 24. | Flaming Moe's (de l'épisode Moe n'en loupe pas une)                                                                                  |       |
| 25. | Homer's Barbershop Quartet (de l'épisode Le Quatuor d'Homer)                                                                         |       |
| 26. | TV Sucks! (de l'épisode Itchy et Scratchy, le film)                                                                                  |       |
| 27. | A Fish Called Selma (de l'épisode Un poisson nommé Selma)                                                                            |       |
| 28. | Send in the Clowns (par Stephen Sondheim, de l’épisode Krusty, le retour)                                                            |       |
| 29. | The Monorail Song (de l'épisode Le Monorail)                                                                                         |       |
| 30. | In Search of an Out of Body Vibe (de l'épisode L'Amoureux de Grand-Mère)                                                             |       |
| 31. | Cool (de l'épisode L'Amoureux de Grand-Mère)                                                                                         |       |
| 32. | Bagged Me a Homer (de l'épisode Colonel Homer)                                                                                       |       |
| 33. | It Was a Very Good Beer (par Ervin Drake, de l'épisode Ne lui jetez pas la première bière)                                           |       |
| 34. | Bart Sells His Soul (de l'épisode Bart vend son âme)                                                                                 |       |
| 35. | Happy Birthday, Lisa (par Michael Jackson et Wolfgang Amadeus Mozart, de l'épisode Mon pote Michael Jackson)                         |       |
| 36. | The Simpsons Halloween Special End Credits Theme (The Addams Family Version) (de l'épisode Simpson Horror Show IV)                   |       |
| 37. | Who Shot Mr. Burns? (de l'épisode Qui a tiré sur M. Burns ?)                                                                         |       |
| 38. | Lisa's Wedding (de l'épisode Le Mariage de Lisa)                                                                                     |       |
| 39. | The Simpsons End Credits Theme (Dragnet Version) (de l'épisode Marge en cavale)                                                      |       |